# Oka (Siberië)
De Oka (Russisch: Ока, Boerjatisch: Аха; Acha) is een rivier in Oost-Siberië. Het is een 630 kilometer lange zijrivier van de Angara.
De rivier ontspringt in de Oostelijke Sajan ten noorden van de Moenkoe-Sardyk in het district Okinski in het westen van Boerjatië en stroomt van daaruit naar het noorden, langs de zuidelijke rand van het Midden-Siberisch Bergland, waarbij ze door de districten Ziminski en Koejtoenski van de oblast Irkoetsk voert. De rivier mondt uit in het Stuwmeer van Bratsk.
Zijrivieren van de Oka zijn de Sentsa en de Zjombolok. De Oka en haar zijrivieren zijn populair in het watertoerisme. Plaatsen aan de rivier zijn de steden Zima en Sajansk en de stedelijke plaats Orlik.
- Gemeinsame Normdatei: 4324016-1
- Nationale Bibliotheek van Tsjechië: ge117639
- Virtual International Authority File: 248238648